# Kisaura dichotoma
Kisaura dichotoma là một loài Trichoptera trong họ Philopotamidae. Chúng phân bố ở miền Cổ bắc.